# Grigori Fedotov
Grigori Fedotov (Russisch: Григо́рий Ива́нович Федо́тов) (Noginsk, 29 maart 1916 –  Moskou, 8 december 1957) was een profvoetballer uit de Sovjet-Unie. 

## Biografie
Fedotov begon bij Serp i Molot Moskou en maakte in 1938 de overstap naar CDKA Moskou, het huidige CSKA. In 1938 en 1939 werd hij topschutter van de competitie, telkens met 21 goals. Door het uitbreken van de Eerste Wereldoorlog lag zijn carrière enkele jaren stil. Van 1946 tot 1948 won hij met CDKA drie keer op rij de landstitel. Doordat de Sovjet-Unie twintig jaar lang geen interlands speelde, maakte hij geen carrière als international. 
Na zijn spelerscarrière werd hij trainer. Zijn zoon Vladimir Fedotov was ook een profvoetballer en trainer. Fedotov was de eerste speler die meer dan 100 goals scoorde in de Sovjetcompetitie. Naar hem werd de Grigori Fedotov club genoemd, een officieuze lijst van alle spelers in de Sovjet-Unie en later Rusland die meer dan 100 goals maakten. 
CSKA Moskou speelde van 1961 tot 2000 in het Grigori Fedotov stadion dat naar hem genoemd werd. 